# Thanamandi
Thanamandi is een stad en “notified area” in het district Rajouri van het Indiase unieterritorium Jammu en Kasjmir.

## Demografie
Volgens de Indiase volkstelling van 2001 wonen er 3.478 mensen in Thanamandi, waarvan 53% mannelijk en 47% vrouwelijk is. De plaats heeft een alfabetiseringsgraad van 60%.